# Dymniok Szary

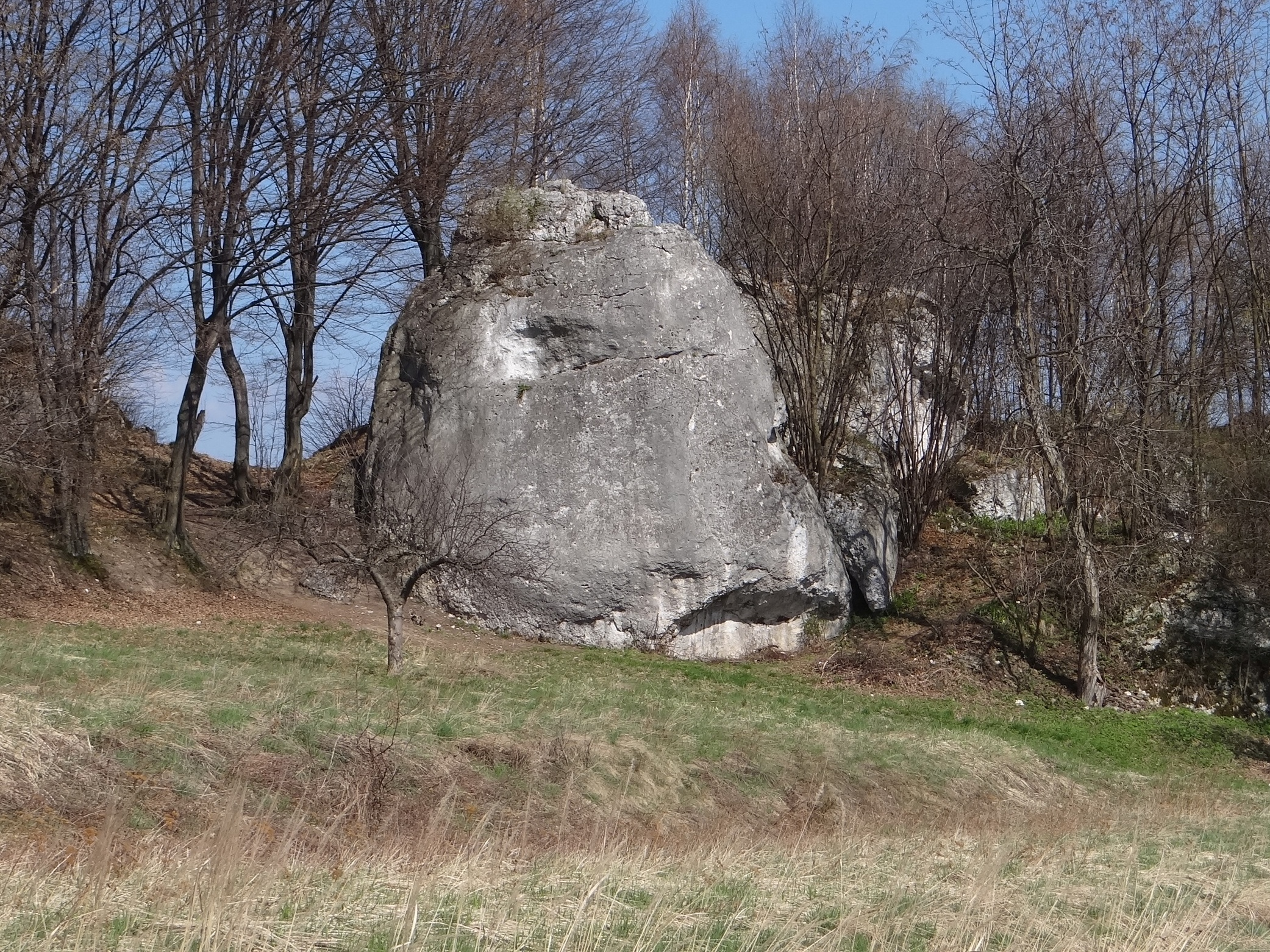
Dymniok Szary

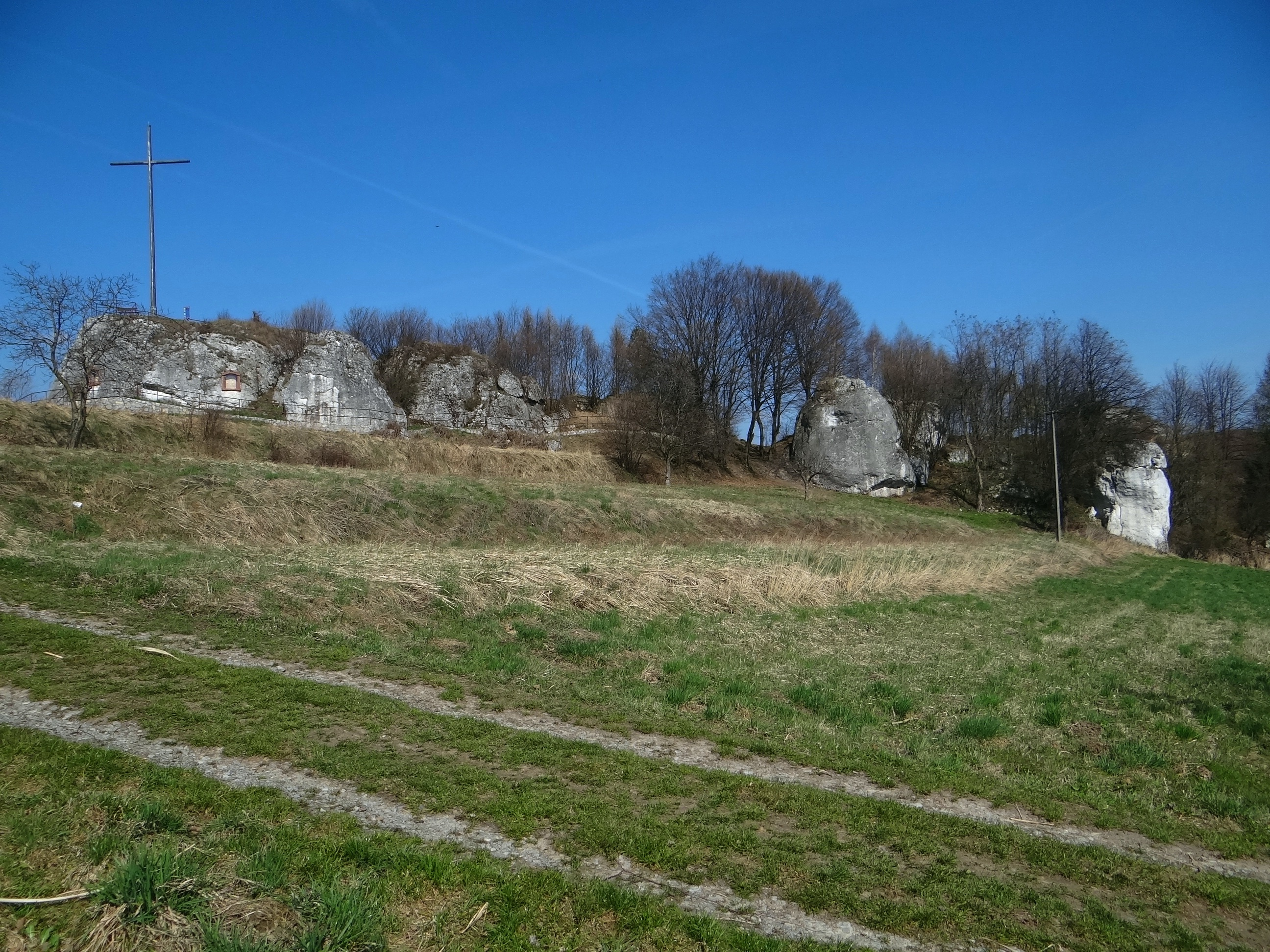
Nielepickie Skały

Dymniok Szary – jedna z Nielepickich Skał na grzbiecie wzgórza Dymniok w miejscowości Nielepice w województwie małopolskim, w powiecie krakowskim, w gminie Zabierzów. Znajduje się w mezoregionie Garb Tenczyński na Wyżynie Krakowsko-Częstochowskiej. Jest środkową w grupie 4 skał (pozostałe to Skała z Krzyżem, Pośredniok i Dymniok Biały.
Skała znajduje się na terenie prywatnym. Jej pionowe ściany są celem wspinaczy skalnych. Wytyczyli oni na niej kilka dróg wspinaczkowych. Obok nazwy drogi podano stopień trudności i asekurację; r – ringi, st – stanowiska zjazdowe:
1. D.O.B. VI-, 3r + st
2. Siwy dym VI.1, 3r + st
3. Cytadela VI.4, 4r + st, organicznik – bez kantu po prawej;
4. Palcenkrieg VI.5, 4r + st;
5. Żarłoczna jak kosiara VI.2+, 4r + st
6. Rajd Finlandii VI.1+, 4r + st[1].

Dymniok Szary znajduje się na terenie otwartym. Ma wysokość 7–9 m i pionowe ściany.

## Szlaki turystyczne
Szlak spacerowo – edukacyjny wokół Nielepic: Nielepice, centrum – okopy z 1944 r. – kamieniołom wapienia Nielepice – Bukowa Góra – Dębowa Góra – Jaskinia przy Kamyku (Jaskinia Pańskie Kąty) – Pajoki – Nielepickie Skały – Nielepice. Jest to zamknięta pętla o długości około 8 km.